# Pictionary
Pictionary is een woordraadspel geïnspireerd op hints. Het werd uitgevonden door Robert Angel met grafisch ontwerp door Gary Everson en voor het eerst gepubliceerd in 1985 door Angel Games Inc. Angel Games heeft Pictionary in licentie gegeven aan Western Publishing. Hasbro kocht de rechten in 1994 na de overname van de spelafdeling van Western Publishing. Mattel werd in 2001 eigenaar van Pictionary. 
Het spel wordt gespeeld in teams waarbij spelers specifieke woorden van hun teamgenoten proberen te raden.

## Geschiedenis
Het concept Pictionary werd voor het eerst bedacht door Robert Angel en zijn vrienden in 1981. Het bleek onder hen erg populair te zijn. Hoewel Angel aanvankelijk aarzelde om het idee te pitchen, werd hij geïnspireerd door Trivial Pursuit, waarvan de gameplay vergelijkbaar was met zijn concept en waardoor hij vermoedde dat een dergelijk spel kon werken en succesvol kon zijn.
Angel en zijn zakenpartners Terry Langston en Gary Everson publiceerden Pictionary voor het eerst in 1985 via Angel Games. Ze slaagden erin om in één jaar tijd 6.000 exemplaren te verkopen voor $ 35 per stuk.
Angel Games gaf het spel in 1986 in licentie in een joint venture tussen The Games Gang en Western Publishing. In 1994 nam Hasbro de uitgeverij over na de overname van de spelafdeling van Western Publishing.
In 2001 werd Pictionary verkocht aan Mattel. Destijds was het beschikbaar in 60 landen en 45 talen, met 11 versies alleen in de VS en in totaal werden er wereldwijd 32.000.000 spellen verkocht.

## Doel
Elk team verplaatst een stuk op een spelbord dat bestaat uit een reeks vierkanten. Elk vierkant heeft een letter of vorm die aangeeft welk type afbeelding erop moet worden getekend. Het doel is als eerste team het laatste veld op het bord te bereiken. Om zijn stuk te mogen verplaatsen moet een speler het woord of de zin raden die door zijn partner wordt getekend. Als de speler op een "all play"-veld belandt, probeert één speler van elk team tegelijkertijd hetzelfde concept te illustreren, waarbij de twee teams raden om ter eerst. De eerste speler die landt en de finish correct raadt, wint.

## Spelverloop
Het team kiest één persoon om te beginnen met tekenen; deze positie roteert met elk woord. De tekenaar kiest een kaart uit een stapel speciale Pictionary-kaarten en probeert al tekenend het woord uit te beelden dat op de kaart is afgedrukt. De afbeeldingen mogen geen cijfers of letters bevatten, en de tekenaars kunnen ook geen gesproken aanwijzingen gebruiken over de onderwerpen die ze tekenen. De teamgenoten proberen het woord te raden dat de tekening moet voorstellen.
Een timer van één minuut, meestal een zandloper, wordt gebruikt om spelers te dwingen hun tekening en gok snel te voltooien.